# Gisela Getty

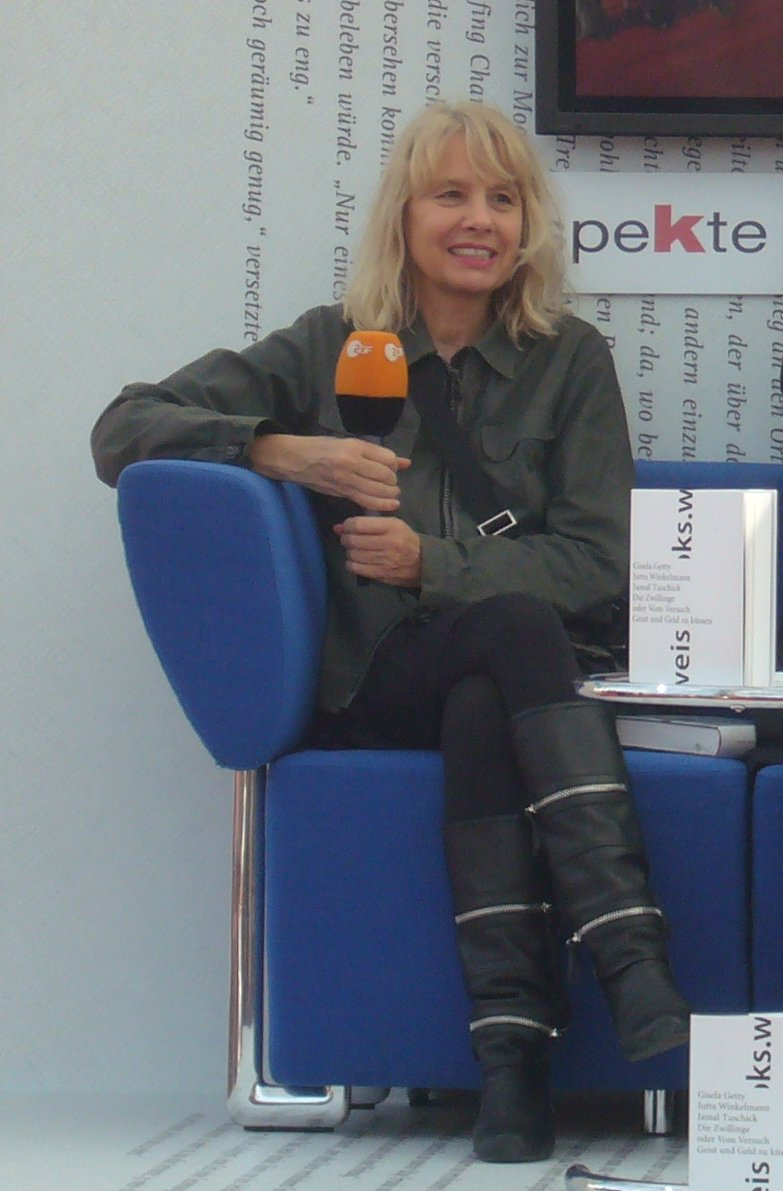
Gisela Getty auf dem blauen Sofa, 2008

Gisela Martine Getty, geborene Schmidt (* 3. April 1949 in Kassel) ist eine deutsche Fotografin, Regisseurin, Designerin und Schriftstellerin. Wie ihre Zwillingsschwester Jutta Winkelmann wurde sie als Vertreterin der 68er-Bewegung bekannt.

## Leben

### Gründung des Kasseler Filmkollektivs
Gemeinsam mit ihrer Schwester Jutta besuchte sie in Kassel die Waldorfschule und studierte von 1968 bis 1972 Mode, Grafik, Film und Fotografie an der Kasseler Kunstakademie. Mit ihrer Schwester, dem Regisseur Adolf Winkelmann und Gerhard Büttenbender gründete sie 1968 das Kasseler Filmkollektiv, das 1969 bei den Westdeutschen Kurzfilmtagen in Oberhausen den Grand Prix gewann. Ihr Film zeigt 31 Minuten lang – ohne Schnitt – den Arbeiter Heinrich Viel am Fließband. 1971 bis 1972 war sie mit Gerhard Büttenbender verheiratet.

### Berlin, Rom, Los Angeles
Bekannt wurde Gisela Getty, ebenso wie ihre Zwillingsschwester Jutta Winkelmann, als Teilnehmerin der 68er-Bewegung in Kassel und West-Berlin. Sie zog 1972 fasziniert von Rainer Langhans nach Berlin. In Berlin lernte sie den Schauspieler Rolf Zacher kennen, dem sie nach Rom folgte, wo er engagiert war. 1972 heiratete sie ihn in zweiter Ehe und bekam mit ihm eine Tochter, die Schauspielerin und Produzentin Anna (* 25. Oktober 1972). Im Frühjahr 1973 lernte sie in Italien den jungen John Paul Getty III kennen, der im Sommer 1973 in Rom entführt wurde. Gisela Getty und ihre Schwester gerieten vorübergehend unter den Verdacht der Mittäterschaft und wurden kurzzeitig inhaftiert. 1974 heiratete Gisela John Paul Getty in dritter Ehe; aus dieser stammt der Schauspieler Balthazar Getty (* 22. Januar 1975). Gisela Getty lebte zunächst 1974 in Los Angeles und anschließend in San Francisco. 1980 trennte sich das Ehepaar und Gisela Getty zog 1981 nach München. Die Tochter Anna wurde adoptiert. Die Ehe mit John Paul Getty wurde 1993 geschieden.
Zu ihren prominenten Bekannten in den 1970er Jahren zählten in Rom und Los Angeles unter anderem Dennis Hopper, Leonard Cohen, Bob Dylan, Carlo Ponti und Federico Fellini.

### Aufnahme in den Harem
Ihre Zwillingsschwester Jutta Winkelmann gründete 1976 mit Rainer Langhans, der Fotografin Anna Werner und dem Fotomodell Brigitte Streubel in München den „Harem“, eine überwiegend spirituell ausgerichtete Lebensgemeinschaft um Rainer Langhans, zu der 1978 Christa Ritter und 1991 Gisela Getty hinzustießen.

### Dokumentation über Timothy Leary
Der Harvard-Dozent Timothy Leary widmete sich vor allem der Erforschung psychedelischer Drogen. In den 1990er Jahren wurde der Umgang mit dem Tabuthema Tod zu seinem neuen Wissenschaftsschwerpunkt. Gisela Getty und Jutta Winkelmann begleiteten Leary dokumentarfilmisch, nachdem er 1994 von seinem nahenden Tod erfahren hatte.

### Literarische Tätigkeit
Das Buch Die Zwillinge oder Vom Versuch, Geld und Geist zu küssen, das sie gemeinsam mit ihrer Zwillingsschwester Jutta Winkelmann und dem Autor Jamal Tuschick schrieb, erzählt die Lebensgeschichte beider in der ausgelebten 68er-Generation in Kassel, Berlin und Rom. Das Buch stieß zwar auf negative Kritiken, der Rezensent der NZZ bezeichnete es als „historisches Dokument eines verblendeten Narzissmus“ und als „eitles, selbstgefälliges Buch“. Matthias Matussek schrieb jedoch im Spiegel: „Ein teuflischer Cocktail aus Drogendelirien, Gangster-Irrsinn und Sex in Künstlerbetten“ und „Die Zwillinge haben ein sexuelles Gangstertum, ein sadomasochistischem Raffinement, das auch auf den zweiten Blick noch spannend bleibt.“
Das 2013 erschienene Buch Unter dem Cherrytree wird in einer Rezension der Tageszeitung Die Welt als „eine Privatmythologie […], halb japanischer Manga, halb indische Mythologie, Apokalypse und ewig rollendes Lebensrad“ beschrieben.
Sie lebt als Fotografin und Autorin in Schwabing.

## Werke
- Kidnapping Paul. Die Geschichte einer Entführung (gemeinsam mit Jutta Winkelmann), weissbooks.w, Frankfurt am Main 2018, ISBN 978-3-86337-125-8.
- Unter dem Cherrytree (gemeinsam mit Jutta Winkelmann), BoD Norderstedt, Edition Bildstein, Leipzig, Dresden 2013, ISBN 978-3-7322-4630-4.
- The Twins (gemeinsam mit Jutta Winkelmann), Blumenbar, Berlin 2010, ISBN 978-3-936738-72-8.
- Die Zwillinge oder Vom Versuch, Geld und Geist zu küssen, (gemeinsam mit Jutta Winkelmann und Jamal Tuschick), weissbooks.w, Frankfurt am Main 2008, ISBN 978-3-940888-01-3.
- Future-Sex (gemeinsam mit Jutta Winkelmann), Metropolitan-Verlag, Düsseldorf, München 1996, ISBN 3-89623-017-4.